# Allotropi
Allotropi betegner det fænomen at et grundstof kan optræde i flere kemisk forskellige strukturer. En lang række grundstoffer udviser allotropi, dette gælder ikke-metaller såvel som metaller.

## Eksempler
F.eks. kan rent kulstof optræde i adskillige strukturer, hvor de tre nok mest kendte er diamant, grafit og grafén. Et andet eksempel er ilt med O2 og O3. Tin kan ved lave temperaturer omdannes til en tilstand af gråt pulver, hvorved tingenstande forvitrer. Fænomenet kaldes tinpest og kan ligefrem smitte. Fosfor findes i to former, hvidt fosfor, der er giftigt, kan selvantænde og benyttes i våben, der giver dybe forbrændinger (tidligere benævnt gult fosfor) - og rødt fosfor, der er mindre giftigt og ikke selvantænder. Svovl kan optræde i adskillige tilstandsformer, skiftet mellem dem sker ved temperaturændringer. Plastisk svovl kan benyttes til at tage aftryk af nøgler.